# Peter Birkhofer
Peter Birkhofer (Immenstaad (Bodensee), 11 de junho de 1964) é um clérigo alemão e nomeou bispo auxiliar católico romano em Friburgo.

## Vida
Peter Birkhofer estudou Filosofia e Teologia Católica na Albert-Ludwigs-Universität Freiburg e em Roma. 1989 Birkhofer estava no seminário em São Pedro do diácono ordenado. Ele recebeu em 11 de Maio de 1991, Catedral de Konstanz pelo arcebispo de Freiburg, Oskar Saier, o sacramento de Ordens Sagradas.
Posteriormente, Birkhofer foi vigário paroquial nas paróquias de St. Bernhard em Karlsruhe e St. Jakob em Hechingen, antes de ser libertado para estudos de doutorado. Durante este tempo, ele também trabalhou como pastor nas paróquias de St. Johann e St. Cyriak e Perpetua. 2003 Peter Birkhofer na Albert-Ludwigs-Universidade de Freiburg com a tese "Ars moriendi - Art of Serenity" no assunto dogma para Dr. Theol. doutorado.
De 2002 a 2005, Birkhofer foi professor de espiritualidade na Universidade Católica de Freiburg. Em outubro de 2003, foi nomeado diretor do Centro de Pastoral Vocacional da Conferência Episcopal Alemã, bem como Dompräbendar e Domkustos na Freiburg Minster. Em 2010, Birkhofer tornou-se capitão da catedral. De 2010 a 2016, foi Chefe das Leituras Liturgia e Ecumenismo no Arcebispado de Freiburg e, a partir de 2013, também chefe da Unidade da Igreja Mundial. Durante a visita do Papa à Alemanha em 2011ele dirigiu o escritório da organização em Freiburg. Em 2015, ele também se tornou presidente da Associação de Igrejas Cristãs (ACK) em Baden-Württemberg.
Em 19 de fevereiro de 2018 o Papa Francisco nomeou titular de Villa Magna em Tripolitania e bispo auxiliar em Freiburg. A consagração pelo Dom de Freiburg, Stephan Burger está programado para 15 de abril de 2018; como co-consecrators são emérito núncio apostólico na Bélgica e Luxemburgo, Karl-Josef Rauber cardeal e o bispo de Lurin, Carlos Enrique García Camader fornecido.
Sua função como chefe do Departamento de Igreja Mundial e Ecumenismo / Diálogo Religioso no Ordinário do Arcebispo também será mantida por Birkhofer como Bispo Auxiliar.